# Mátyás tér
Mátyás tér, anciennement Frühlingsfeld Platz est une place située dans les quartiers de Csarnok et Magdolna, dans le 8e arrondissement de Budapest. On y trouve des immeubles cossus dans un état aujourd'hui délabré. Une ancienne fabrique de gants y a été transformée en centre culturel : Kesztyűgyár Közösségi Ház.